# Lynn Adib
Lynn Adib, née 1986 en Damas, Syrie, est une chanteuse, musicienne, et auteure-compositrice-interprète de musique arabe et de jazz.

## Biographie
Lynn Adib, née en 1986 à Damas (Syrie), débute le chant en participant à la Chorale de Joie de l’église de Notre-Dame-de-Damas. Elle intègre ensuite le Conservatoire de Damas, appelé le Conservatoire Solhi al-Wadi. Elle y reçoit également des cours de musique. Elle s’installe un temps au Liban, avant de rejoindre Paris en 2009. Elle poursuit alors des études en pharmacie, tout en intégrant le Conservatoire à rayonnement régional de Paris,.
Elle se passionne autant pour la musique classique, telles les compositions de Frédéric Chopin, que pour les artistes de jazz telles Ella Fitzgerald et Sarah Vaughan. Elle est également influencée par le Bebop, le Maqâm et la musique bulgare,.

## Carrière musicale
En 2018, Lynn Adib évoque son parcours dans un premier album, intitulé Youmma. Les titres évoquent la spiritualité, en mêlant musique traditionnelle Syrienne et jazz contemporain. La musicienne est accompagnée du pianiste Fady Farah, du musicien Maurizio Congiu à la contrebasse et de Lukmil Perez à la batterie. 
Elle participe également à la co-création de nombreux projets autour de la musique arabe moderne, tels les projets Bedouin Burger et  Yalla Queen,,.

## Discographie
2018 : Youmma, Lynn Adib
2020 : Ya Bou Rdayen - Deezer Home Sessions, Balkoon
2020 : Room 310 (Cube Sessions), Balkoon